# ناجي جواد الساعاتي
ناجي جواد الساعاتي (1922-2009)م، مؤلف وكاتب وحقوقي ورحالة عراقي.

## ولادته ونشاته
ولد ناجي الساعاتي في محلة صبابيغ الآل في بغداد عام 1341هـ/ 1922م، ونشأ فيها وسط أسرة بغدادية متواضعة تمتهن مهنة تصليح الساعات، ولقد تعلم صناعة تصليح الساعات في شبابهِ للفترة من عام 1937 ولغاية عام 1947، وكانت البداية لمستقبلهِ التجاري. وتلقى ناجي تعليمه الابتدائي في المدرسة الهاشمية ثم الثانوية الجعفرية وحصل بعدها على شهادة بكالوريوس في الحقوق من قسم الدراسات المسائية في جامعة بغداد عام 1954م.

## أعماله ومنجزاته
- عام 1942 إستأجر محلاً تجارياً في شارع الرشيد لتصليح الساعات مشاركاً ابن عمه عبد الجبار حيث كان مصلحاً بارعاً.
- عام 1945 انفصل بمحل مستقل في منطقة حافظ القاضي واستمر فيهِ لغاية عام 1956 بعدها انتقل إلى محله الجديد في منطقة الباب الشرقي.
- عام 1945 كان أحد الاعضاء المؤسسين (لمكتبة الخلاني) من أجل نشر الثقافة والعلم مجاناً بين الناس، وتبرع وساهم في التدريس في صفوف محو الأمية والتي بدأتها المكتبة مجاناً.
- عام 1951 صار وكيلاً تجارياً للساعات السويسرية من نوع (أولما) (أترنا عام 1956) (أوميغا عام 1990).
- عام 1954 حصل على شهادة بكالوريوس في الحقوق.
- عام 1962 ولغاية عام 1964 أنشأ عمارة ناجي جواد في شارع السعدون وكانت من تصميم المعماري المهندس (قحطان عبد الله عوني) وجعل الطابق الأرضي معرضاً للساعات السويسرية.
- عام 1978 تبرع بمجموعة كبيرة من الساعات النادرة ومنها تعود إلى العائلة المالكة التي حكمت العراق إلى المتحف البغدادي، كما تبرع بلوحة نادرة للفنان جواد سليم إلى الجناح الذي أسس لاحياء ذكراه في متحف الثقافة والفنون.
- كان لهُ مجلساً فكرياً في مقر دارهِ الواقعة في شارع أبي نؤاس والمطلة على نهر دجلة وقد تواجد فيهِ الأدباء والمفكرين من أمثال: الاستاذ جعفر الخليلي، والمفكر اللغوي مصطفى جواد، والشيخ بهجت الأثري، والاستاذ علي الوردي، والاستاذ حسين محفوظ، والاستاذ عزيز الحجية، والدكتور حسين أمين، والاستاذ وحيد الدين بهاء الدين، والشاعر محمد مهدي الجواهري، والشاعر محمد صالح بحر العلوم، والعلامة السيد محمد الحيدري، وولده صالح الحيدري، والشاعرة لميعة عباس عمارة، والشاعر محمد جواد الغبان، والاستاذ عبد الحميد المحاري، وغيرهم من بقية البلدان العربية مثل: حسن الأمين، وحسين مروة، ونزار قباني، وجورج صيدح، ونزار الزين، وآل حلاق من حلب، وعبد الله يوركي.

ولقد ظلت شركة ناجي جواد متواجدة في شارع السعدون في بغداد حتى عام 2007.
وفي عام 1988 كرمتهُ شركة ساعات أولما السويسرية، وانتجت ساعات تحمل أسم ناجي جواد مضافاً إلى أولما تكريماً له. وبعد وفاتهِ بعام أطلق نجلهِ الدكتور سعد (جائزة ناجي جواد لأدب الرحلات).

## من مؤلفاته
كان لناجي الساعاتي رحلات عديدة وألف عنها عدة كتب في صيغة أدب الرحلات طبع منها الآتي:
- رسائل من الهند (من أدب الرحلات)، طبع عام 1957.
- قصة الوقت (دراسة التوقيت تجمع بين العلم والأدب)، طبعت عام 1959 في المطبعة الكاثوليكية - بيروت، وقد ترجمت إلى اللغة الإنكليزية عام 1962.
- كتب قرأتها (في النقد الأدبي)، طبع عام 1962.
- من وحي السفر اينانا (من أدب الرحلات)، طبع عام 1966.
- مع الأيام (مجموعة أقاصيص)، طبع عام 1967.
- رحلة إلى الأندلس (من أدب الرحلات)، طبع عام 1969.
- رحلتي إلى أفريقيا العربية - ليبيا، طبع عام 1974.
- رحلتي إلى أفريقيا العربية - تونس، طبع عام 1977.
- من أدب الرسائل، طبع عام 1977.
- رحلتي إلى أفريقيا العربية - الجزائر، طبع في مطبعة الأحسان عام 1982– حلب.
- رحلتي إلى أفريقيا العربية - المغرب 1983.
- سويسرا خيمة العالم، طبع عام 1992.
- بغداد سيرة مدينة 2000.
- رحلتي إلى جزر نيوزلنده، طبع عام 2002.
- من رياض الكتب، طبع من قبل أبنهِ الدكتور شوقي بعد وفاتهِ عام 2011.

## وفاته
توفى ناجي جواد في عام 24 جمادي الأول 1430 هـ/19 أيار 2009م. في بريطانيا ودفن في مقبرة مورتليك في منطقة جيزيك مقابل نهر التايمز. مجاور قبر أبنة صديقهِ الشاعر نزار قباني وهي السيدة هدباء التي توفيت قبله في شهر نيسان 2009.